# Sergio Busquets
Sergio Busquets Burgos (n. 16 iulie 1988, Sabadell, Spania) este un fotbalist spaniol, care joacă pe post de mijlocaș defensiv la Inter Miami în Major League Soccer. Pe plan internațional, are prezențe la națională pentru Catalonia, Spania U-21 și Spania. Este fiul lui Carlos Busquets, unul dintre foștii mari portari ai Barcelonei și actualul antrenor de portari al clubului catalan.

## Carieră la club
Născut în Sabadell, Barcelona, Catalonia, Busquets a început să joace fotbal cu echipa locală CD Badia del Vallès, apoi la CEF Barberà Andalucía, UE Lleida și UFB Jàbac Terrassa, înainte de a se alătura rangurilor de tineret ale lui FC Barcelona în 2005. A marcat șapte goluri în 26 de meciuri pentru echipa Juvenil A în al doilea sezon și, doi ani mai târziu, Busquets a fost promovat la echipa B de către Pep Guardiola și la ajutat să obțină promovarea în a treia divizie. In acelasi sezon își va face primul său debut cu prima echipa, ca înlocuitor în Copa Catalunya.
Pe 13 septembrie 2008, Busquets a jucat primul său meci în la La Liga, jucând 90 de minute într-o remiză 1-1 cu Racing de Santander. În timpul meciului de UEFA Champions League între Barcelona și FC Basel de pe St. Jakob-Park, pe 22 octombrie 2008, a marcat al doilea gol în minutul 15 într-o victorie cu 5-0 în faza grupelor; la începutul lunii decembrie, într-un alt meci, a marcat cel de-al doilea gol cu Barça în competiție, marcând în minutul 83 într-o înfrângere cu 2-3 împotriva lui FC Șahtior Donetsk.
Pe 22 decembrie 2008, Busquets a semnat o prelungire a contractului până în 2013 cu o clauză de cumpărare de 80 de milioane de euro. Pe 7 martie 2009 a marcat primul gol în ligă, într-o victorie cu 2-0 pe teren propriu cu Athletic Bilbao. Pe 27 mai, după ce a jucat în mod regulat în timp a concurat pentru poziție cu Seydou Keita și Yaya Touré,a jucat, de asemenea, la unsprezecea ediție a Barcelonei în finala Ligii Campionilor, câștigând cu 2-0 împotriva lui Manchester United.

## Statistici

### Club

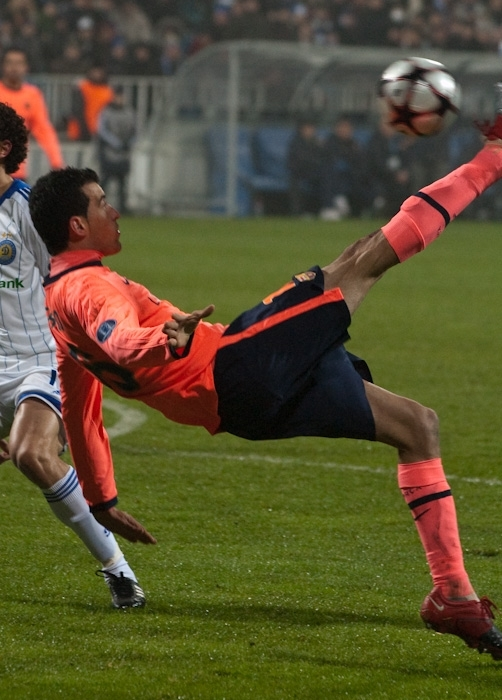
Busquets executând o foarfecă împotriva lui Dinamo Kiev, 2009

La 8 august 2024.
| Club          | Sezon         | Ligă               | Ligă    | Ligă   | Cupă    | Cupă   | Continental | Continental | Altele  | Altele | Total   | Total  |
| Club          | Sezon         | Divizie            | Meciuri | Goluri | Meciuri | Goluri | Meciuri     | Goluri      | Meciuri | Goluri | Meciuri | Goluri |
| ------------- | ------------- | ------------------ | ------- | ------ | ------- | ------ | ----------- | ----------- | ------- | ------ | ------- | ------ |
| Barcelona B   | 2007–08       | Tercera División   | 23      | 2      | —       | —      | —           | —           | —       | —      | 23      | 2      |
| Barcelona B   | 2008–09       | Segunda División B | 2       | 0      | —       | —      | —           | —           | —       | —      | 2       | 0      |
| Barcelona B   | Total         | Total              | 25      | 2      | —       | —      | —           | —           | —       | —      | 25      | 2      |
| Barcelona     | 2008–09       | La Liga            | 24      | 1      | 9       | 0      | 8           | 2           | —       | —      | 41      | 3      |
| Barcelona     | 2009–10       | La Liga            | 33      | 0      | 4       | 0      | 11          | 0           | 4       | 1      | 52      | 1      |
| Barcelona     | 2010–11       | La Liga            | 28      | 1      | 5       | 0      | 12          | 0           | 1       | 0      | 46      | 1      |
| Barcelona     | 2011–12       | La Liga            | 31      | 1      | 8       | 0      | 11          | 1           | 2       | 0      | 52      | 2      |
| Barcelona     | 2012–13       | La Liga            | 31      | 1      | 4       | 0      | 8           | 0           | 2       | 0      | 45      | 1      |
| Barcelona     | 2013–14       | La Liga            | 32      | 1      | 5       | 1      | 9           | 1           | 2       | 0      | 48      | 3      |
| Barcelona     | 2014–15       | La Liga            | 33      | 1      | 4       | 0      | 10          | 0           | —       | —      | 47      | 1      |
| Barcelona     | 2015–16       | La Liga            | 35      | 0      | 5       | 0      | 10          | 0           | 3       | 0      | 53      | 0      |
| Barcelona     | 2016–17       | La Liga            | 33      | 0      | 5       | 0      | 8           | 0           | 2       | 0      | 48      | 0      |
| Barcelona     | 2017–18       | La Liga            | 31      | 1      | 7       | 0      | 10          | 0           | 2       | 0      | 50      | 1      |
| Barcelona     | 2018–19       | La Liga            | 35      | 0      | 6       | 0      | 12          | 0           | 1       | 0      | 54      | 0      |
| Barcelona     | 2019–20       | La Liga            | 33      | 2      | 2       | 0      | 7           | 0           | 1       | 0      | 43      | 2      |
| Barcelona     | 2020–21       | La Liga            | 36      | 0      | 6       | 0      | 6           | 0           | 2       | 0      | 50      | 0      |
| Barcelona     | 2021–22       | La Liga            | 36      | 2      | 2       | 0      | 12          | 1           | 1       | 0      | 51      | 3      |
| Barcelona     | 2022–23       | La Liga            | 30      | 0      | 5       | 0      | 5           | 0           | 2       | 0      | 42      | 0      |
| Barcelona     | Total         | Total              | 481     | 11     | 77      | 1      | 136         | 5           | 28      | 1      | 722     | 18     |
| Inter Miami   | 2023          | MLS                | 11      | 0      | 2       | 0      | —           | —           | 7       | 0      | 20      | 0      |
| Inter Miami   | 2024          | MLS                | 23      | 1      | —       | —      | 4           | 0           | 3       | 0      | 30      | 1      |
| Inter Miami   | Total         | Total              | 34      | 1      | 2       | 0      | 4           | 0           | 10      | 0      | 50      | 1      |
| Total carieră | Total carieră | Total carieră      | 540     | 14     | 79      | 1      | 140         | 5           | 38      | 1      | 797     | 21     |

Notes
1. 1 2 3 4 5 6 7 8 9 10  Apariții în UEFA Champions League
2. ↑  O apariție în UEFA Super Cup, zece în UEFA Champions League
3. ↑  Douo apariți în Supercopa de España, douo apariți și un gol în FIFA Club World Cup
4. 1 2 3 4 5 6 7 8 9 10  Apariții în Supercopa de España
5. ↑  O apariție în UEFA Super Cup, zece apariții și un gol în UEFA Champions League
6. ↑  O apariție în Supercopa de España, una în FIFA Club World Cup
7. ↑  O apariție în UEFA Super Cup, nouo în UEFA Champions League
8. ↑  O apariție în Supercopa de España, douo în FIFA Club World Cup
9. ↑  Șase apariții în UEFA Champions League, Șase apariții și un gol în UEFA Europa League
10. ↑  Patru apariții în UEFA Champions League, o apariție în UEFA Europa League
11. 1 2  Apariții în Leagues Cup
12. ↑  Apariții în CONCACAF Champions Cup